# روبرتو زاندونلا
روبرتو زاندونلا (انگلیسی: Roberto Zandonella؛ زادهٔ ۱۴ آوریل ۱۹۴۴) ورزشکار بابسلد اهل ایتالیا است.